# Z-код
Z-код (як і Q-код та X-код) — набір керувальних сигналів, які використовують у радіозв'язку CW, TTY і RTTY.

## Версії
Є принаймні три набори Z-кодів.
| 1. | Один набір кодів розробила Cable & Wireless(інші мови) Ltd. (Cable & Wireless Service Z code) для комерційного зв'язку на початку розвитку дротового та радіозв'язку. Багато старих кодів C&W походять від мнемонік: (ZAL = alter wavelength (змініть довжину хвилі), ZAP = ack please (підтвердьте, будь ласка), ZSF = send faster (надішліть швидше) тощо.): Нині старі C&W Z-коди не дуже поширені. |
| 2. | APCO[прояснити] також розроблені, як система Z-кодів.[1] |
| 3. | Сили НАТО пізніше самостійно розробили набір Z-кодів для військового використання та міжмовних потреб. Z-коди НАТО все ще використовуються та опубліковані в несекретному документі ACP 131[en]. |
Існують інші набори кодів, які використовують російські військові та інші оперативні служби.

## Приклади
| Код           | Значення | Джерело |
| ------------- | --- | ------- |
| ZAL (...) ... | Я закриваюся (до …) через ... | C&W     |
| ZAP …         | Робота … 1. Симплекс; 2. Дуплекс; 3. Диплекс; 4. Мультиплекс; 5. Одна бічна смуга; 6. З системою автоматичного виправлення помилок; 7. Без системи автоматичного виправлення помилок. 8. З модемом часового та частотного рознесення | C&W     |
| ZBK           | Ви отримуєте мій трафік чисто? | НАТО    |
| ZBK 1         | Я отримую ваш трафік чисто | НАТО    |
| ZBK 2         | Я отримую ваш трафік спотвореним | НАТО    |
| ZBM 2         | Призначте на цей пристрій компетентного оператора | C&W     |
| ZLD 2         | Я не можу передати зображень | C&W     |
| ZSF ... (...) | Вимкнути … (крім …) 1. IFF; 2. IFF встановлюється на 10 хвилин у позначеному районі, за винятком суден з такими позивними …}} | C&W     |
| ZBW …         | Перейти на резервну частоту … | C&W     |
| ZBZ …         | Міра друкованості: від 1=спотворено / нерозбірливо до 5=ідеально | C&W     |
| ZUJ           | Зачекайте. | НАТО    |